# Yankee shota to otaku onee-san
Yankee shota to otaku onee-san (ヤンキーショタとオタクおねえさん?) è un manga scritto da Yumi Hoshimi e distribuito sulla rivista on-line Gangan Online di Square Enix.

## Media

### Manga
Il manga Yankee shota to otaku onee-san è scritto e illustrato da Yumi Hoshimi e pubblicato sulla rivista Gangan Online dal 2016. Square Enix ne pubblica anche i volumi tankōbon. L'opera è pubblicata in Nord America da Crunchyroll dal 2020.

### Drama CD
Il 31 gennaio 2018 è stato pubblicato un drama CD della serie realizzato da Kadokawa per un totale di sei episodi